# Де ла Пуэнте Уседа, Луис Фелипе
Луис Фелипе де ла Пуэнте Уседа (исп. Luis Felipe de la Puente Uceda, 1 апреля 1926 — 23 октября 1965) — общественный и политический деятель Перу, борец за земельную реформу, основатель Левого революционного движения, друг Че Гевары.

## Биография
Убеждённый левый, он неоднократно подвергался за свою политическую деятельность арестам и даже депортации в 1953 году. Вернувшись из своей первой поездки на Кубу, он протестовал против коалиции его тогдашней партии Американский народно‑революционный альянс (АПРА) с консервативными силами наподобие Одристского национального союза, за что был исключён из АПРА в 1959 году.
В 1960 и 1962 годах вновь отправился на Кубу для политической, идейной и военной подготовки. Выступая за аграрную реформу, подал пример преобразованием собственной асьенды в мелкие крестьянские наделы для местных жителей. Вместе с Гильермо Лобатоном организовал в 1962 году Левое революционное движение (МИР), которое затем параллельно с АНО Эктора Бехара повело партизанскую войну против правительства. В 1963 году посетил ряд латиноамериканских, европейских и азиатских стран, встретившись с руководителями КНР, Северный Вьетнам и КНДР. После возвращения представил перуанскому парламенту от имени МИР законопроект о земельной реформе.
Правительство Белаунде Терри его не одобрило, и МИР перешёл к вооружённой герилье. Уседа отправился в Меса-Пеладу (провинция Ла-Конвенсьон, регион Куско) с тремя колоннами МИР, чтобы посредством начатой операции Пачакутек (Pachacútec) поднять всеобщее восстание и революцию, однако потерпел неудачу в привлечении на свою сторону коренного крестьянского населения Центрального Перу. 
23 октября 1965 года был убит правительственными силами, к которым попал в плен. Сопротивление обезглавленной МИР было сломлено спустя несколько недель. Захоронение и тело повстанца были обнаружены в сентябре 2005 года журналистами перуанского издания «Caretas».